# Франц фон Шпаур и Флафон
Франц фон Шпаур и Флафон (на немски: Franz Graf zu Spaur und Flavon; * 1598; † сл. 19 декември 1652) е граф от род Шпаур и Флавон от Южен Тирол в Австрия.

## Произход
Той е син на граф Антон фон Шпаур и Флафон († сл. 9 май 1642) и съпругата му фрайин Емеренция фон Прайзинг († 1621), дъщеря на фрайхер Ханс Петер фон Прайзинг († 1603) и Мария Елизабет фон Зайболтсдорф. Внук е на фрайхер Йохан Гауденц фон Шпаур и Флафон в Унтер-Валèр († 1587) и графиня Вероника Фугер (1545 – 1590), дъщеря на банкера граф Антон Фугер (1493 – 1560) и Анна Релингер фон Боргау (1511 – 1548).
Той има две сестри Фелицитас фон Шпаур и Флафон (* 1602), омъжена за граф Йохан фон Волкенщайн-Роденег (1585 – 1649), и Катарина фон Шпаур и Флафон (1603 – 1676), омъжена 1626 г. за граф Кристофоро ди Лодрон (1588 – 1660).

## Фамилия
Франц фон Шпаур и Флафон се жени 1638 г. за фрайин Мария Хелена фон Танберг, дъщеря на
фрайхер Волфганг Ернст фон Танберг († сл. 1611) и Мария Катарина фон Херцхайм. Те имат три деца:
- Мария Хелена фон Шпаур и Флафон (* 14 април 1639; † 28 февруари 1664, Инсбрук), омъжена на 25 април 1660 г. в Гандег за граф Франц Карл Куен фон Белази цу Лихтенберг (ок. † 1663/1667)
- Парис Франц фон Шпаур и Флафон (* 3 септември 1640; † 1698), женен за графиня Мария Леополдина фон Волкенщайн (* 28 януари 1649; † 1735); нямат деца
- Мария Викторина фон Шпаур и Флафон (* 1651; † 16 май 1688), омъжена 1677 г. за граф Йохан Антон I фон Монфор-Тетнанг (* 14 октомври 1635; † 4 юни 1708)